# Shahaptin
Gli Shahaptin, noti anche come Sahaptin o Sahaptian, sono un gruppo di tribù native americane che parlano le lingue dell'omonimo gruppo. Risiedevano nei territori intorno alle rive del fiume Columbia, tra gli Stati americani di Washington, Oregon e Idaho. Tra le tribù che ne fanno parte, ci sono i Nasi Forati, i Cayuse, i Molala, i Palouse, i Tenino, gli Umatilla, i Walla Walla e gli Yakama.
Le tribù occidentali erano caratterizzate da villaggi autonomi, privi di organizzazione politica, che si univano solo in caso di guerra. Le tribù orientali, invece, avevano un proprio capo e un consiglio che prendeva decisioni. Inoltre, le tribù orientali avevano più relazioni intertribali, sia pacifiche che bellicose.
La religione dei Sahaptin era basata sullo sciamanesimo e sulla venerazione degli spiriti guida.
Queste tribù sono state vittima di una colonizzazione forzata. Attualmente, i discendenti dei superstiti vivono in una riserva dell'Oregon.